# Måns Söderqvist
Måns Oskar Söderqvist (sinh ngày 8 tháng 2 năm 1993) là một cầu thủ bóng đá người Thụy Điển thi đấu cho Kalmar FF ở vị trí tiền đạo.